# الانتخابات البرلمانية اللبنانية 1943
الانتخابات البرلمانية اللبنانية التي عقدت في لبنان في 29 أغسطس 1943، لانتخاب أعضاء «مجلس النواب الخامس» وأجريت الجولة الثانية منها في بعض الدوائر في 4 سبتمبر 1943،  فاز المرشحون المستقلون بأغلبية المقاعد. وكانت نسبة المشاركة 50.9 ٪. وكانت مدته من 21 سبتمبر/أيلول 1943 وحتى 7 أبريل/نيسان 1947.

## النتائج
| الحزب                           | الأصوات | النسبة % | المقاعد |
| ------------------------------- | ------- | -------- | ------- |
| الكتلة الوطنية اللبنانية        | 25,924  | 20.0     | 11      |
| الكتلة الدستورية                | 14,129  | 10.9     | 6       |
| حزب الرامغافار                  | 2,333   | 1.8      | 1       |
| الاتحاد الثوري الأرمني في لبنان | 2,333   | 1.8      | 1       |
| مستقلين                         | 84,902  | 65.5     | 36      |
| أصوات باطلة/فارغة               | 125,127 | –        | –       |
| الإجمالي                        | 129,621 | 100      | 55      |
| الناخبين المسجلين / الاقبال     | 254,748 | 50.9     | –       |
| المصدر: Nohlen et al            |         |          |         |

## وصلات خارجية
- مجلس النواب اللبناني